# Shajiang
Shajiang är en köping i sydöstra Kina. Den ligger i Xiapu härad i staden Ningde i provinsen Fujian, omkring 100 kilometer nordost om provinshuvudstaden Fuzhou. 